# Tony Rombola
Tony Rombola (ur. 24 listopada 1964 w Norwood w stanie Massachusetts) – gitarzysta amerykańskiego zespołu hardrockowego Godsmack.
Całe życie spędził w Nowej Anglii, ale obecnie mieszka w New Hampshire z żoną i trójką dzieci. Pierwszy raz wziął gitarę do ręki w wieku 11 lat. Gitarzyści, którzy mieli na niego największy wpływ to Jimi Hendrix, Jimmy Page, Steve Vai i Joe Satriani. Jego ulubieni wykonawcy to Led Zeppelin, Alice in Chains, Rage Against The Machine, Tool i Jimi Hendrix.

## Filmografia
- We Sold Our Souls for Rock 'n Roll (2001, film dokumentalny, reżyseria: Penelope Spheeris)[2]